# Deutscher Filmpreis/Beste Regie

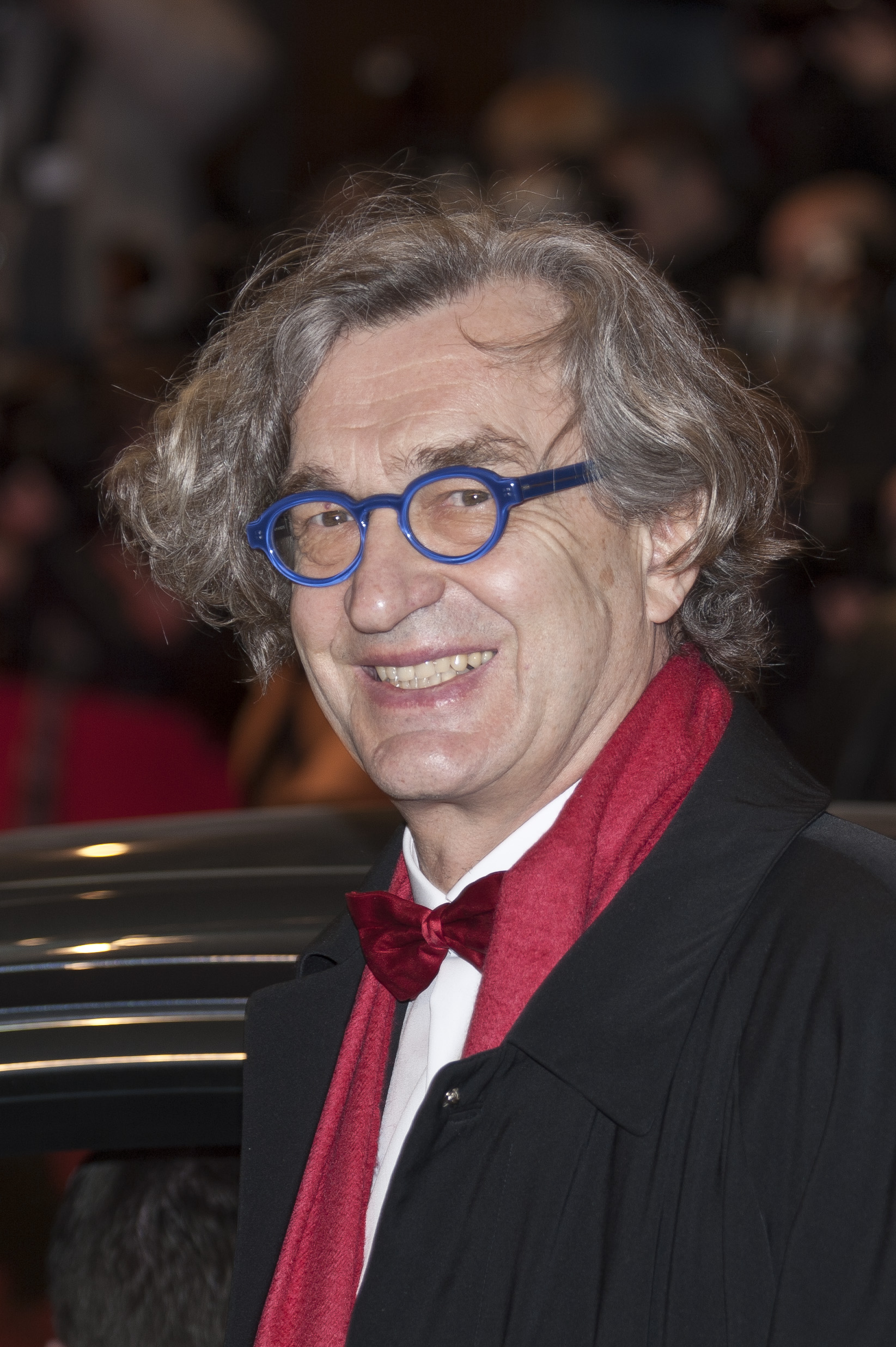
Wim Wenders

Gewinner und Nominierte des Deutschen Filmpreises in der Kategorie Beste Regie. Seit 1999 wird der Gewinner mit der Preisstatuette „Lola“ geehrt. Zuvor war das Filmband in Gold vergeben worden.
Am erfolgreichsten in dieser Kategorie war Bernhard Wicki, der den Preis viermal gewinnen konnte. Je dreimal waren Volker Schlöndorff, Werner Schroeter, Wim Wenders und Andreas Dresen erfolgreich, gefolgt von Fatih Akin, Helmut Dietl, Rainer Werner Fassbinder, Helmut Käutner, Peter Lilienthal, Johannes Schaaf und Tom Tykwer mit je zwei Siegen.
1980 setzte sich mit Heidi Genée (1 + 1 = 3) erstmals eine weibliche Filmemacherin durch. Ihr folgten 1985 Maria Knilli (Lieber Karl), 1987 Verena Rudolph (Francesca), 2001 Esther Gronenborn (alaska.de), 2002 Caroline Link (Nirgendwo in Afrika), 2017 Maren Ade (Toni Erdmann), 2018 Emily Atef (3 Tage in Quiberon), 2020 Nora Fingscheidt (Systemsprenger) und 2021 Maria Schrader (Ich bin dein Mensch).

## Preisträger von 1951–1994
| Jahr | Preisträger                              | Filmtitel                                           |
| ---- | ---------------------------------------- | --------------------------------------------------- |
| 1951 | Josef von Báky                           | Das doppelte Lottchen                               |
| 1952 | Preis nicht vergeben                     | Preis nicht vergeben                                |
| 1953 | Rudolf Jugert                            | Nachts auf den Straßen                              |
| 1954 | Helmut Käutner                           | Die letzte Brücke                                   |
| 1955 | Alfred Weidenmann                        | Canaris                                             |
| 1956 | Preis nicht vergeben                     | Preis nicht vergeben                                |
| 1957 | Helmut Käutner                           | Der Hauptmann von Köpenick                          |
| 1958 | Robert Siodmak                           | Nachts, wenn der Teufel kam                         |
| 1959 | Frank Wisbar                             | Hunde, wollt ihr ewig leben                         |
| 1960 | Bernhard Wicki                           | Die Brücke                                          |
| 1961 | Peter Gorski                             | Faust                                               |
| 1962 | Preis nicht vergeben                     | Preis nicht vergeben                                |
| 1963 | Hugo Niebeling                           | Alvorada – Aufbruch in Brasilien                    |
| 1964 | Gert Abelbeck                            | Nisshin Geppo – Großes Sportland Japan              |
| 1965 | Kurt Hoffmann                            | Das Haus in der Karpfengasse                        |
| 1966 | Ulrich Schamoni                          | Es                                                  |
| 1966 | Volker Schlöndorff                       | Der junge Törless                                   |
| 1967 | Alexander Kluge                          | Abschied von gestern                                |
| 1968 | Johannes Schaaf                          | Tätowierung                                         |
| 1969 | Peter Zadek                              | Ich bin ein Elefant, Madame                         |
| 1970 | Preis nicht vergeben                     | Preis nicht vergeben                                |
| 1971 | Michael Fengler Rainer Werner Fassbinder | Warum läuft Herr R. Amok?                           |
| 1971 | Volker Schlöndorff                       | Der plötzliche Reichtum der armen Leute von Kombach |
| 1972 | Johannes Schaaf                          | Trotta                                              |
| 1972 | Bernhard Wicki                           | Das falsche Gewicht                                 |
| 1973 | Preis nicht vergeben                     | Preis nicht vergeben                                |
| 1974 | Roland Klick                             | Supermarkt                                          |
| 1975 | Wim Wenders                              | Falsche Bewegung                                    |
| 1976 | Preis nicht vergeben                     | Preis nicht vergeben                                |
| 1977 | Volker Schlöndorff                       | Der Fangschuß                                       |
| 1977 | Hans-Christof Stenzel 1                  | C’est la vie Rrose – Ein Junggesellenspiel          |
| 1978 | Rainer Werner Fassbinder                 | Despair – Eine Reise ins Licht                      |
| 1978 | Wim Wenders                              | Der amerikanische Freund                            |
| 1979 | Werner Schroeter                         | Neapolitanische Geschwister                         |
| 1980 | Heidi Genée 2                            | 1 + 1 = 3                                           |
| 1981 | Walter Bockmayer Rolf Bührmann           | Looping – Der lange Traum vom kurzen Glück          |
| 1982 | Werner Schroeter                         | Tag der Idioten                                     |
| 1983 | Peter Lilienthal                         | Dear Mr. Wonderful                                  |
| 1983 | Lutz Konermann                           | Aufdermauer                                         |
| 1984 | Josef Rusnak                             | Kaltes Fieber                                       |
| 1984 | Uwe Schrader                             | Kanakerbraut                                        |
| 1985 | Maria Knilli                             | Lieber Karl                                         |
| 1985 | Bernhard Wicki                           | Die Grünstein-Variante                              |
| 1986 | Preis nicht vergeben                     | Preis nicht vergeben                                |
| 1987 | Peter Lilienthal                         | Das Schweigen des Dichters                          |
| 1987 | Verena Rudolph 3                         | Francesca                                           |
| 1988 | Dominik Graf                             | Die Katze                                           |
| 1989 | Preis nicht vergeben                     | Preis nicht vergeben                                |
| 1990 | Uli Edel                                 | Letzte Ausfahrt Brooklyn                            |
| 1990 | Bernhard Wicki                           | Das Spinnennetz                                     |
| 1991 | Werner Schroeter                         | Malina                                              |
| 1992 | Helmut Dietl                             | Schtonk!                                            |
| 1993 | Adolf Winkelmann                         | Nordkurve                                           |
| 1994 | Peter Sehr                               | Kaspar Hauser                                       |

## Preisträger und Nominierte ab 1995

### 1990er Jahre
1995
Sönke Wortmann – Der bewegte Mann
- Doris Dörrie – Keiner liebt mich
- Dominik Graf – Die Sieger

1996
Romuald Karmakar – Der Totmacher
- Rainer Kaufmann – Stadtgespräch
- Dani Levy – Stille Nacht – Ein Fest der Liebe

1997
Helmut Dietl – Rossini – oder die mörderische Frage, wer mit wem schlief
- Caroline Link – Jenseits der Stille
- Roland Suso Richter – 14 Tage lebenslänglich

1998
Wim Wenders – Am Ende der Gewalt
- Tom Tykwer – Winterschläfer
- Joseph Vilsmaier – Comedian Harmonists

1999
Tom Tykwer – Lola rennt
- Fatih Akin – Kurz und schmerzlos
- Andreas Dresen – Nachtgestalten

### 2000er-Jahre
2000
Pepe Danquart – Heimspiel
- Veit Helmer – Tuvalu
- Wim Wenders – The Million Dollar Hotel

2001
Esther Gronenborn – alaska.de
- Christian Petzold – Die innere Sicherheit
- Tom Tykwer – Der Krieger und die Kaiserin

2002
Caroline Link – Nirgendwo in Afrika
- Andreas Dresen – Halbe Treppe
- Dominik Graf – Der Felsen

2003
Wolfgang Becker – Good Bye, Lenin!
- Hans-Christian Schmid – Lichter
- Tomy Wigand – Das fliegende Klassenzimmer

2004
Fatih Akin – Gegen die Wand
- Christian Petzold – Wolfsburg
- Sönke Wortmann – Das Wunder von Bern

2005
Dani Levy – Alles auf Zucker!
- Hans Weingartner – Die fetten Jahre sind vorbei
- Volker Schlöndorff – Der neunte Tag

2006
Florian Henckel von Donnersmarck – Das Leben der Anderen
- Andreas Dresen – Sommer vorm Balkon
- Hans-Christian Schmid – Requiem

2007
Marcus H. Rosenmüller – Wer früher stirbt ist länger tot
- Matthias Glasner – Der freie Wille
- Chris Kraus – Vier Minuten
- Tom Tykwer – Das Parfum – Die Geschichte eines Mörders

2008
Fatih Akin – Auf der anderen Seite
- Doris Dörrie – Kirschblüten – Hanami
- Christian Petzold – Yella

2009
Andreas Dresen – Wolke 9
- Uli Edel – Der Baader Meinhof Komplex
- Florian Gallenberger – John Rabe
- Christian Petzold – Jerichow

### 2010er-Jahre
2010
Michael Haneke – Das weiße Band – Eine deutsche Kindergeschichte
- Maren Ade – Alle anderen
- Feo Aladag – Die Fremde
- Hans-Christian Schmid – Sturm

2011
Tom Tykwer – Drei
- Florian Cossen – Das Lied in mir
- Wim Wenders  – Pina

2012
Andreas Dresen – Halt auf freier Strecke
- Christian Petzold – Barbara
- Hans Weingartner – Die Summe meiner einzelnen Teile

2013
Jan-Ole Gerster – Oh Boy
- Margarethe von Trotta – Hannah Arendt
- Lana Wachowski, Andy Wachowski und Tom Tykwer – Cloud Atlas

2014
Edgar Reitz – Die andere Heimat – Chronik einer Sehnsucht
- Katrin Gebbe – Tore tanzt
- Andreas Prochaska – Das finstere Tal

2015
Sebastian Schipper – Victoria
- Edward Berger – Jack
- Dominik Graf – Die geliebten Schwestern
- Johannes Naber – Zeit der Kannibalen

2016
Lars Kraume – Der Staat gegen Fritz Bauer
- Maria Schrader – Vor der Morgenröte
- David Wnendt – Er ist wieder da

2017
Maren Ade – Toni Erdmann
- Anne Zohra Berrached – 24 Wochen
- Chris Kraus – Die Blumen von gestern
- Nicolette Krebitz – Wild

2018
Emily Atef – 3 Tage in Quiberon
- Fatih Akin – Aus dem Nichts
- Valeska Grisebach – Western

2019
Andreas Dresen – Gundermann
- Wolfgang Fischer – Styx
- Caroline Link  – Der Junge muss an die frische Luft

### 2020er-Jahre
2020
Nora Fingscheidt – Systemsprenger
- Ilker Çatak – Es gilt das gesprochene Wort
- Burhan Qurbani – Berlin Alexanderplatz

2021
Maria Schrader – Ich bin dein Mensch
- Dominik Graf – Fabian oder Der Gang vor die Hunde
- Maria Speth – Herr Bachmann und seine Klasse

2022
Andreas Kleinert – Lieber Thomas
- Andreas Dresen – Rabiye Kurnaz gegen George W. Bush
- Sebastian Meise – Große Freiheit

2023
Ilker Çatak – Das Lehrerzimmer
- Ali Abbasi – Holy Spider
- Edward Berger – Im Westen nichts Neues
- Sonja Heiss – Wann wird es endlich wieder so, wie es nie war

2024
Ayşe Polat – Im toten Winkel
- Matthias Glasner – Sterben
- Timm Kröger – Die Theorie von Allem

2025
Tim Fehlbaum – September 5
- nominiert:
  - Mohammad Rasoulof – Die Saat des heiligen Feigenbaums
  - Andreas Dresen – In Liebe, Eure Hilde